# Castell de Castellbisbal
El Castell de Castellbisbal és un castell del municipi de Castellbisbal (Vallès Occidental) declarada bé cultural d'interès nacional.

## Descripció
Del castell de Castellbisbal només resten escassos murs de fonamentació entorn la capella de Sant Vicenç, al serrat de les Garses. Aquest estat d'arrasament no permet cap conclusió sobre la seva distribució.

## Història
El castell de Castellbisbal apareix a la documentació per primera vegada l'any 1013, en un document on s'al·ludeix al castell episcopal o de Benviure. La fortalesa depenia del bisbe Guislabert, nebot del comte Borrell II de Barcelona. Durant la crisi del 1041-1044, el bisbe es posà en contra del comte i, després d'uns aldarulls, Guislabert va haver d'empenyorar el castell bisbal al comte. A partir d'aquest moment el castlà, Guillem Ramon de Voltrera, hagué de prestar fidelitat als comtes de Barcelona.
Al segle xii apareix el llinatge dels Castellbisbal, que eren castlans del bisbe i feudataris dels Castellvell. Al segle xiii els Castellvell tenien el domini total sobre el castell de Castellbisbal. A l'inici del segle xiv, tenia la castlania Berenguer de Castellbisbal, que reconstruí de nou el castell.
Després de la guerra civil de 1462-1472, el rei donà el castell a Lluís de Requesens perquè Berenguer de Castellbisbal havia lluitat contra ell. Francesc de Castellbisbal mogué plet contra els Requesens i l'assumpte finalitzà amb la venda, l'any 1494, per part de Francesc, de tots els feus i les rendes que posseïa al terme del castell de Castellbisbal a Lluís Requesens.